# 堤通
堤通（つつみどおり）は、東京都墨田区の町名。現行行政地名は堤通一丁目および堤通二丁目。住居表示実施済み区域。

## 地理
墨田区の北部西端部に位置し、南北に細長い町域を持つ。北で旧綾瀬川を挟んで対岸に足立区千住曙町、東で墨田および東向島、南で向島、西で隅田川を挟んで対岸に荒川区南千住および台東区橋場と隣接する。町域の北辺の旧綾瀬川をもって墨田区 - 荒川区境、西辺の隅田川をもって墨田区 - 荒川区・台東区境とする。町域東辺を墨堤通り、西辺に首都高速道路が南北に走る。町域中央部を東西に走る明治通りを境に南側に堤通一丁目、北側に同二丁目が置かれている。町域内には墨堤通りに併走するように、都営白鬚東アパートの高層集合住宅棟群が南北約1.2kmに渡り、巨大な壁のように連続して立ち並んでいる。

### 河川
- 隅田川 - 水神大橋（都道461号線支線）・白鬚橋（都道306号線〔明治通り〕）が架かる。
- 旧綾瀬川 - 綾瀬橋（都道461号線〔墨堤通り〕）が架かる。

## 世帯数と人口
2025年（令和7年）3月1日現在（墨田区発表）の世帯数と人口は以下の通りである。
| 丁目       | 世帯数    | 人口    |
| ---------- | --------- | ------- |
| 堤通一丁目 | 1,260世帯 | 2,419人 |
| 堤通二丁目 | 2,097世帯 | 3,961人 |
| 計         | 3,357世帯 | 6,380人 |

### 人口の変遷
国勢調査による人口の推移。
| 年                 | 人口  |
| ------------------ | ----- |
| 1995年（平成7年）  | 7,848 |
| 2000年（平成12年） | 7,230 |
| 2005年（平成17年） | 6,902 |
| 2010年（平成22年） | 7,272 |
| 2015年（平成27年） | 6,799 |
| 2020年（令和2年）  | 6,623 |

### 世帯数の変遷
国勢調査による世帯数の推移。
| 年                 | 世帯数 |
| ------------------ | ------ |
| 1995年（平成7年）  | 2,797  |
| 2000年（平成12年） | 2,922  |
| 2005年（平成17年） | 2,921  |
| 2010年（平成22年） | 3,208  |
| 2015年（平成27年） | 3,110  |
| 2020年（令和2年）  | 3,089  |

## 学区
区立小・中学校に通う場合、学区は以下の通りとなる（2022年9月時点）。
| 丁目       | 番地 | 小学校                 | 中学校             |
| ---------- | ---- | ---------------------- | ------------------ |
| 堤通一丁目 | 全域 | 墨田区立第一寺島小学校 | 墨田区立墨田中学校 |
| 堤通二丁目 | 全域 | 墨田区立梅若小学校     | 墨田区立桜堤中学校 |

## 交通

### 鉄道
町域内に鉄道は引かれていないが、東武伊勢崎線東向島駅（東向島四丁目）及び鐘ヶ淵駅（墨田五丁目）が利用できる。

### 道路
- 首都高速6号向島線：向島出入口 / 堤通出入口
- 東京都道306号王子千住夢の島線（明治通り）
- 東京都道461号吾妻橋伊興町線（墨堤通り）

## 事業所
2021年（令和3年）現在の経済センサス調査による事業所数と従業員数は以下の通りである。
| 丁目       | 事業所数  | 従業員数 |
| ---------- | --------- | -------- |
| 堤通一丁目 | 96事業所  | 2,222人  |
| 堤通二丁目 | 72事業所  | 985人    |
| 計         | 168事業所 | 3,207人  |

### 事業者数の変遷
経済センサスによる事業所数の推移。
| 年                 | 事業者数 |
| ------------------ | -------- |
| 2016年（平成28年） | 167      |
| 2021年（令和3年）  | 168      |

### 従業員数の変遷
経済センサスによる従業員数の推移。
| 年                 | 従業員数 |
| ------------------ | -------- |
| 2016年（平成28年） | 3,170    |
| 2021年（令和3年）  | 3,207    |

## 施設
- 墨田区梅若橋コミュニティ会館 - 堤通二丁目
- 墨田区立鐘淵中学校 - 堤通二丁目
- 墨田区立堤小学校 - 堤通二丁目
- 墨田幼稚園 - 堤通一丁目
- 水神保育園 - 堤通二丁目
- 東京都リハビリテーション病院 - 堤通二丁目
- 堤通公園 -　堤通一丁目
- 東白鬚公園 - 堤通二丁目
- 木母寺 - 天台宗の仏教寺院。山号・院号は梅柳山。古称の梅若寺は能『隅田川』の梅若山王権現の舞台であることに由来する。貞元2年（977年）、忠円の創建と伝わる。堤通二丁目。
- 隅田川神社 - 堤通二丁目

## その他

### 日本郵便
- 郵便番号 : 131-0034[3]（集配局 : 向島郵便局[14]）。